# 뱅가드 TV-3
뱅가드 TV-3 ( Vanguard Test Vehicle-Three 라고도 함)는 소련이 스푸트니크 1호와 스푸트니크 2호를 성공적으로 발사한 이후 지구 주위 궤도로 위성을 발사하려는 미국의 첫 번째 시도였다. 뱅가드 TV-3는 3단 뱅가드의 발사 성능을 테스트하고 환경이 위성 및 지구 궤도 시스템에 미치는 영향을 연구하기 위해 설계된 소형 위성이다. 또한 궤도 분석을 통해 측지 측정값을 얻는 데에도 사용되었다. 뱅가드 TV-3의 태양전지는 벨 연구소에서 제조되었다.
그러나 1957년 12월 6일 케이프 커내버럴 공군 기지에서 발사를 시도할 때 부스터가 점화되어 상승하기 시작했으나 발사 2초 후 겨우 약 1.2m 상승 후 로켓이 추진력을 잃고 발사대로 다시 떨어지면서 폭발하게 된다. 이때 발사 장면이 전세계로 생중계 중이었는데 프로젝트가 대실패하는 장면이 찍히면서 미국은 그야말로 망신을 당하게 된다.

## 우주 건설 프로젝트

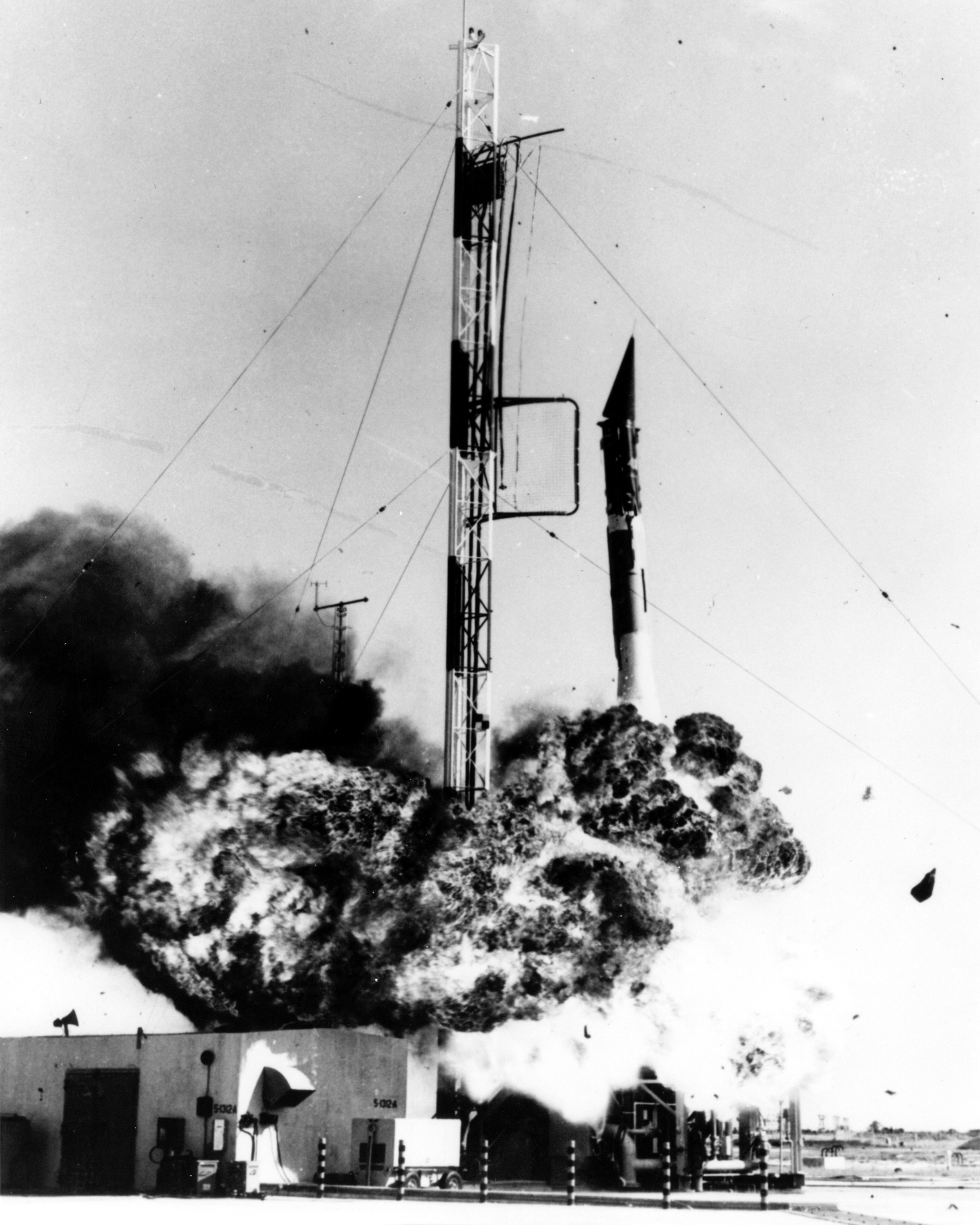
뱅가드 로켓은 발사와 동시에 폭발한다.

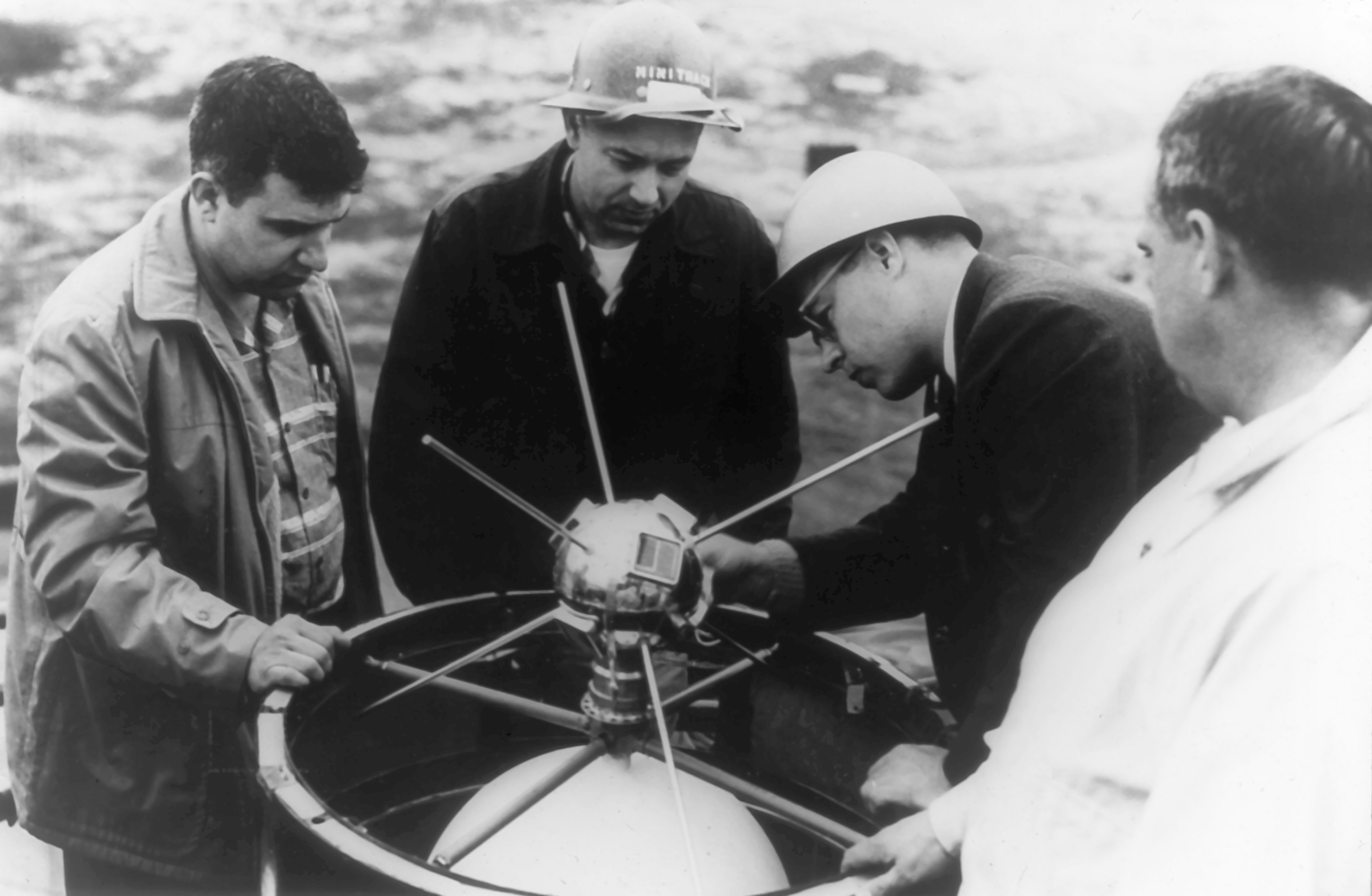
NRL 엔지니어들은 발사체의 세 번째 단계에 뱅가드 1을 배치한다. (왼쪽부터 오른쪽으로 로저 L. 이스턴, 샌디 J. 스미스, 로버트 C. 바우만, 조셉 B. 슈워츠). 1958년 3월 17일, 뱅가드 1은 역사적인 우주여행을 시작했다(미국 해군 사진).

뱅가드 TV-3 프로젝트의 역사는 국제 지구 물리학의 연도(IGY)까지 거슬러 올라간다. 이는 전세계적으로 과학자들을 연합하여 행성 전체에 걸친 지구 물리학 연구를 시행한 열정적인 국제적인 프로젝트였다. 국제 지구 물리학 연구소는 과학적 관찰을 통해 얻은 정보의 자유로운 교환을 보장했고 이는 미래에 많은 중요한 발견으로 이어졌다. 위성 궤도를 도는게 IGY의 주요 목표 중 하나가 되었다. 1955년 7월에 드와이트 아이젠하워 대통령은 그의 언론 비서를 통해 미국이 "미국이 IGY에 참여하는 일환으로 소형 무인 지구 선회 위성"을 발사할 것이라고 발표했다. 1955년 9월 9일, 미국 국방부는 해군 장관에게 임무 진행을 승인하는 편지를 썼다. 미국 해군은 이 프로그램의 일부로 뱅가드 위성을 발사하는 임무를 부여받았다. 뱅가드 프로젝트는 공식적으로 시작되었다.

## 우주선

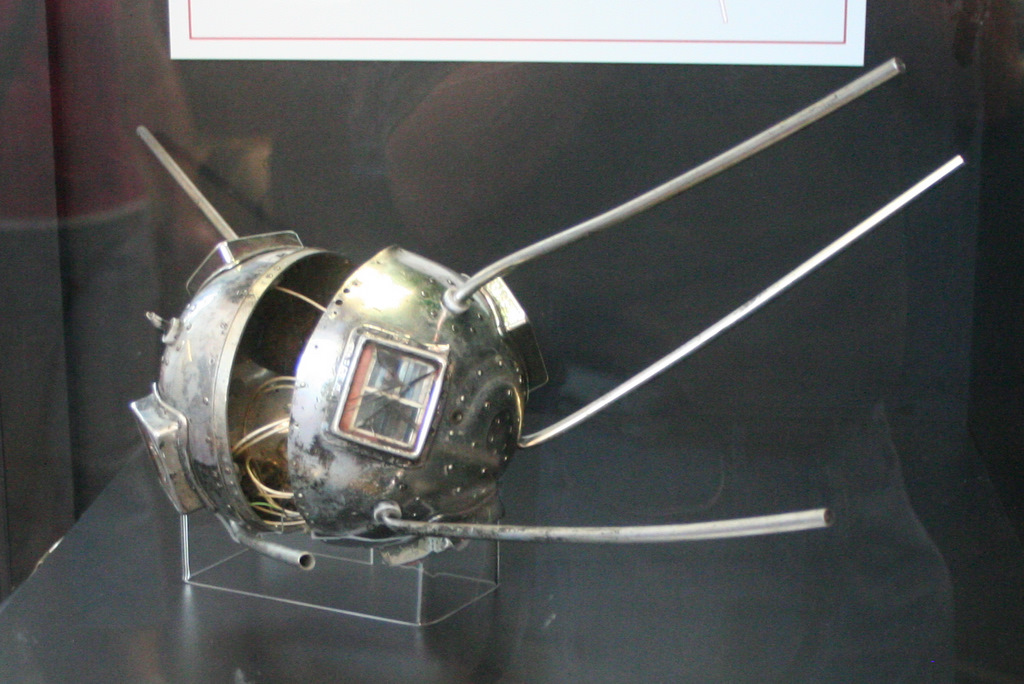
2009년 국립항공우주박물관에 전시된 뱅가드 1A 위성.

TV-3의 탑재체는 나중에 나온 뱅가드 1과 매우 비슷했다. 지름이 16.3 cm 이고 질량이 1.5 kg인 작은 알루미늄 구체였다. 수은 배터리로 구동되는 10mW, 108MHz 송신기와 우주선 본체에 장착된 6개의 태양전지로 구동되는 5mW, 108.03MHz 송신기 등 두 개의 송신기를 탑재했다. 위성은 본체에 장착된 6개의 소형 공중 안테나를 사용하여 주로 엔지니어링 및 원격 측정 데이터를 전송했지만 송신기는 위성과 지상국 사이의 총 전자 함량을 결정하는 데에도 사용되었다. 위성 설계의 다른 장비에는 열 보호 효과를 추적할 목적으로 위성 내부 온도를 측정하는 데 사용되는 두 개의 서미스터가 포함되어 있다. 위성은 충돌 중에 재사용할 수 없을 정도로 손상되었지만 사고 후에도 여전히 전송 중이었다.
1. ↑  Lina Kohonen, "The Space race and Soviet utopian thinking", Sociological Review; Vol. 57, May 2009, p. 114
2. ↑  John P. Hagen, "The Viking and the Vanguard", in Technology and Culture, Vol. 4, No. 4, (Baltimore: The Johns Hopkins University Press), Autumn 1963, p. 437)
3. ↑  John P. Hagen, "The Viking and the Vanguard", in Technology and Culture, Vol. 4, No. 4, (Baltimore: The Johns Hopkins University Press), Autumn 1963, p. 439)